# Fabiana Beltrame
Fabiana Beltrame (Florianópolis, 9 de abril de 1982) é uma ex-remadora brasileira campeã mundial na Eslovênia em 2011.

## Trajetória esportiva

### Início
Fabiana praticou diferentes esportes quando criança e, aos 15 anos, interessou-se pelo remo ao ver pessoas remando no canal que separa a ilha de Florianópolis do continente.
Se uniu ao Clube Náutico Francisco Martinelli, e foi campeã logo na primeira competição de que participou, na companhia da amiga Denise, no duplo skiff. Venceu, também, o primeiro campeonato brasileiro que disputou. Embora sua dupla tenha terminado, seguiu treinando no skiff.
Em 2002, foi campeã sul-americana no duplo skiff. Na sua primeira participação nos Jogos Pan-Americanos em 2003, ficou em sexto no skiff duplo.e, em 2004, se tornou a primeira remadora brasileira a conquistar uma vaga para os Jogos Olímpicos.

### 2004
Fabiana participou dos Jogos Olímpicos de Verão de 2004 em Atenas no evento Skiff simples, sendo a primeira remadora brasileira da história das Olimpíadas. Participou da terceira eliminatória e obteve o tempo de 8m02s89, ficando em quinto lugar e indo para a repescagem, na qual conseguiu o quarto tempo, com 7m48s74, e se classificou para a semifinal C/D 1 (fora do caminho de medalhas). Venceu a semifinal C com 8m00s89, e ficou em segundo lugar na final C com 7m43s38, terminando com 14º lugar no resultado geral.

### 2005
Em 2005, trabalhou para perder peso e mudar de categoria, competindo no peso leve. Transferiu-se para o Rio de Janeiro, onde começou a remar pelo Vasco da Gama; depois de um ano, voltou para sua antiga categoria.

### 2007
Em 2007, a atleta fez um ensaio sensual para o site Paparazzo, fotografada por Eduardo Rezende, e nos Jogos Pan-Americanos de 2007 no Rio de Janeiro terminou em sexto no skiff duplo.

### Pequim 2008
Fabiana voltou a disputar as Olimpíadas nos Jogos de 2008 em Pequim, novamente no skiff simples. Participou da segunda eliminatória e obteve o tempo de 8m08s84, ficando em quarto lugar e se classificando para as quartas. Nas quartas com o tempo de 7m52s65 e o quinto lugar se classificou para a semifinal C/D 1. Obteve o tempo de 8m13s01 e o quinto lugar, e foi para a disputa da final D que venceu com o tempo 7m43s04, terminando a competição em 21º lugar.

### Mundial 2011
Depois de ter uma filha em 2009, foi aconselhada pelo seu treinador a aproveitar a perda do peso da gravidez para descer para a categoria skiff leve. Acabou conquistando uma medalha de bronze em uma das etapas da Copa do Mundo de Remo de 2010, em Lucerna, Suíça. Um ano depois, no Campeonato Mundial de 2011 em Bled, na Eslovênia, Fabiana conquistou a medalha de ouro na categoria skiff simples leve.Na ocasião, Fabiana Beltrame representava o Clube de Regatas do Flamengo. Também foi medalha de prata nos Jogos Pan-Americanos de 2011 em Guadalajara.

### Londres 2012
Como o skiff leve individual não é categoria olímpica, Beltrame mudou para a categoria skiff duplo com a parceira Luana Bartholo, e se classificou para os Jogos Olímpicos de 2012, em Londres. Terminariam a Olimpíada no 13° lugar.

### Fim de carreira
Em 2015 venceu a primeira etapa da Copa do Mundo de Remo no skiff simples, e conquistou outra prata nos Jogos Pan-Americanos em Toronto. Na esperança de se despedir disputando os Jogos Olímpicos de Verão de 2016 no Rio, não conseguia achar uma parceira para o skiff duplo leve, levando-a a criticar as deficiências na formação de atletas devido à má gestão do remo brasileiro. Tentou a vaga no skiff simples e não conseguiu ao ficar em segundo no pré-olímpico, atrás da bermudiana Michelle Pearson, e entre a Confederação Brasileira de Remo gastar a única vaga direta na dupla do skiff leve duplo e não receber um convite da organização, acabou indo para os Jogos apenas como comentarista do SporTV. Depois de contrair chikungunya, teve rendimentos abaixo da média na Copa do Mundo. Decidiu se aposentar do remo no fim do ano, fechando a carreira conquistando o campeonato carioca pelo Vasco.

## Vida pessoal
Fabiana é casada com Gibran Cunha, também atleta do remo, e tem dois filhos. É graduada em Educação Física pela UDESC, e tem um curso de remo indoor. Em 2019, lançou uma autobiografia, O Desafio das Águas.